# Grande Porto
O Grande Porto era uma metrópole multimunicipal portuguesa, integrada na nova sub-região estatística (NUTS III) da Área Metropolitana do Porto, parte da Região Norte. Foi extinta na revisão das NUTS III de janeiro de 2015.
Ocupava uma área total de 1174 km² e contava com aproximadamente 1 525 000 habitantes (censos de 2011).
O Grande Porto correspondia, aproximadamente, à cidade-metrópole que se foi desenvolvendo em redor da cidade do Porto que, com os seus exíguos 41,5 km² de área concelhia, não pôde (nem pode) comportar. Era uma cidade alargada, espaço de cidadãos que partilhavam e usavam um extenso território para residir, trabalhar ou estudar e que construíram um forte sentido de identidade.

## Geografia
O Grande Porto éra constituído por quinze  concelhos:
- Espinho
- Gondomar
- Maia
- Matosinhos
- Paços de Ferreira
- Paredes
- Penafiel
- Porto
- Póvoa de Varzim
- Santo Tirso
- Trofa
- Valongo
- Vila do Conde
- Vila Nova de Gaia

Todas as localidades acima mencionadas possuíam a categoria de cidade e sede de município (concelho).
Outras cidades do Grande Porto que eram cidade: Alfena, Rio Tinto, Ermesinde,  São Mamede de Infesta, Senhora da Hora, Rebordosa e Valbom.
O Grande Porto era limitado a norte pela sub-região do Cávado, a leste pelo Ave e o Tâmega, a sul pelo Entre Douro e Vouga e o Baixo Vouga e a oeste pelo Oceano Atlântico.
Os principais rios e afluentes eram:
- Ave
  - Este
- Douro
  - Febros
  - Sousa

- Ferreira

- Tinto
- Torto
- Uíma

- Leça
- Soutelo